# بارادوكس إنتراكتيف
بارادوكس إنتراكتيف (بالإنجليزية: Paradox Interactive)‏ هي شركة سويدية متخصصة في ألعاب الفيديو ، تأسست عام 1998 ويقع مقرها في ستوكهولم. تقوم الشركة بـ تطوير ونشر ألعاب الفيديو. معروفة بنشر ألعاب الفيديو الاستراتيجية التاريخية.

## من ألعابها
- ملوك الصليبية
- يوروبا يونيفرساليس
- قلوب حديدية
- فيكتوريا: إمبراطورية تحت الشمس
- قلوب حديدية 2
- يوروبا يونيفرساليس 2
- قلوب حديدية 3
- قلوب حديدية 4
- يوروبا يونيفرساليس 4
- ملوك الصليبية 2
- سيتيز:سكاي لاينز
- فكتوريا 3
- بريزون أركيتكت

## وصلات خارجية
- الموقع الإلكتروني